# Colores (álbum)
Colores es el decimoséptimo álbum del grupo vocal español Mocedades, grabado en 1986. Es el primer disco que grabó el grupo sin Amaya Uranga como solista principal y contando con Ana Bejerano. Cuenta con composiciones de múltiples autores, entre ellos José María Cano y Emilio Aragón, e incluye una colaboración con el cantante escocés Donovan versionando una de sus más famosas canciones.

## Canciones
1. "Las palabras"  (3:48)
2. "Ana y Miguel"  (4:15)
3. "Todo (Donna)"  (4:11)
4. "Por las calles de Madrid"  (3:27)
5. "Merece la pena"  (3:56)
6. "Colores" (con Donovan)  (3:13)
7. "El tren del fin del mundo"  (3:15)
8. "Un día de domingo"  (4:38)
9. "Amo tu amor"  (4:06)
10. "Primaveras"  (3:49)

Durante la grabación del disco se excluyó un tema, Tiempo de Vals, que se publicaría años más tarde en una recopilación. Este tema, al igual que Ana y Miguel, fue compuesto por José María Cano, y ambos se han hecho más populares por versiones posteriores, en el caso de Ana y Miguel ha trascendido más la versión de 1991 de Mecano (llamada Naturaleza muerta) y en el caso de Tiempo de Vals la versión de 1990 de Chayanne.
El estilo no es tan folk como otros álbumes, introduciéndose Mocedades en la música pop con sonidos más característicos de los 80. Con Amo tu amor hacen una incursión en el soul, un estilo que le resultaba más familiar a la nueva vocalista Ana Bejerano.